# León de Castillo
Christian Kostal León de Castillo (Mérida Yucatán, México, 7 de septiembre de 1985) es un tenor dramático mexicano. Hijo de madre mexicana y padre austriaco, de una familia con gran tradición musical en varias generaciones: Niños Cantores de Viena, Maestro de Capilla y Coros, etc.

## Biografía y carrera
Comenzó su carrera musical a la edad de 5 años en un coro de niños en México. Posteriormente en Austria fue aceptado en el “Mozart Sängerknaben” de Viena participando en varias giras por Europa, Sudamérica y el Lejano Oriente. Así mismo participó en varias óperas entre otras: Carmen, Hänsel und Gretel, La Flauta Mágica y Parcifal etc., en la “Wiener Staatsoper” y “Volksoper” y varios festivales por ejemplo: “Wiener Festwochen” con programas como: Carmina Burana, etc.
Al terminar el bachillerato (Matura) en Artes Musicales, decide estudiar Ciencias de la Comunicación y Lenguas Romances (Publizistik und Romanistik). (Bachelor). También trabajó como jefe de sección en el proyecto “E Card” de la Federación de Seguros en Austria.
En 2007 comienza su estudio en el Instituto de Canto, Música y Teatro de la Universidad de Universidad de Música y Arte Dramático de Viena (en alemán: Universität für Musik und darstellende Kunst Wien, abreviado MDW, anteriormente conocido como Hochschule) teniendo como maestros al Director Karlheinz Hanser y a la Subdirectora Gabriele Lechner del mencionado Instituto y al Supervisor Musical del Festival de Bayreuth Christoph Ulrich Meier.
Debuta como solista en el Theater an der Wien en el 2008 al lado de Plácido Domingo, en la Zarzuela “Luisa Fernanda” y en ese mismo teatro tiene entre otras presentaciones, en el 2009 al lado de Christian Gerhaher en la ópera “Der Prinz von Homburg” en el papel de “Wachtmeister” y en el 2010 nuevamente al lado de Plácido Domingo en la ópera del compositor mexicano Daniel Catán,  “Il Postino” en el papel de “Thug”.
En 2011 realiza el papel de "Melibeo" de -Joseph Haydns "La fedeltà premiata" y participa en la Meisterklasse de Christian Gerhaher en el Festival de SWR en Alemania, en la clase magistral para lied finlandés de Anssi Hirvonen– Academia Sibelius, Helsinki, en la apertura del Life Ball en Viena (evento caritativo internacional más grande en Europa y transmitido en vivo a todos los países de la “Unión Europea”), actuando como "Marte" en la versión adaptada de la ópera Rynaldo de Georg Friedrich Händel, ante más de 40 000 espectadores en el Rathausplatz de Viena y conciertos de Gustav Mahler con Exil.Arte, etc.
En el 2012 regresa a su ciudad natal Mérida, Yucatán para dedicar el 2012: Año de la Cultura Maya a su país y canta conciertos en el Palacio de Bellas Artes (con Encarnación Vázquez), Museo Nacional de Arte (MUNAL) Foro Cultural de Austria en México, Teatro José Peón Contreras, Teatro Armando Manzanero, Teatro del Centro Cultural de Mérida Olimpo, con la Orquesta de Cámara de Mérida, la Orquesta Sinfónica Juvenil de Yucatán y canta la Opereta "Die Fledermaus" de Johann Strauss con la Orquesta Sinfónica de Yucatán.
A su retorno a Viena es invitado a dar un recital que forma parte de la "Olympics Opening  Ceremony" que se llevó a cabo en el Palacio de la Embajada Británica en Viena y tiene su debut en el famoso Musikverein de Viena cantando con las sopranos Ildikó Raimondi y Olivera Miljakovic.
En el 2013 canta en México en el Palacio de Bellas Artes, esta vez con la soprano mexicana Lourdes Ambriz, en el Teatro Peón Contreras, y en Austria en la sala de conciertos de la Organización de las Naciones Unidas en Viena, en el Museo Liechtenstein, en la Sala Eroica del Palacio Lobwowitz en Viena, en el Palacio Imperial de Hofburg, etc.
En 2014 tiene su debut en la Carnegie Hall de Nueva York y canta con su Orquesta Valsassina Ensemble en el Musikverein de Viena, en el Palacio de Bellas Artes de México, en la Sala Nezahualcóyotl, en el Castillo de Chapultepec y en el Teatro Peón Contreras. Antes de su retorno a Viena canta con el pianista Gavin Gamboa en la sala The Wild Beast del Instituto de Artes de California.

## Lied
Otra de sus cualidades es que su repertorio adicional a la ópera, incluye también "Deutsches Lied", por lo que ha tenido varias “Liederabende” con diferentes ciclos de lied, por ejemplo: Schwanengesang Franz Schubert, Lieder eines fahrenden Gesellen Gustav Mahler, Dichterliebe Robert Schumann, etc. Así mismo se ha presentado en varios conciertos con programas de música popular, internacional y arias, tanto en España, Francia, Italia, República Checa, Suiza, Noruega, Eslovaquia, Polonia, Alemania y Austria.

## Cooperaciones
Ha trabajado con Directores Musicales como: Jesús López Cobos, Marc Albrecht, Josep Caballé-Domenech, Christoph Ulrich Meier, etc. Orquestas como: Orquesta Sinfónica de Viena (en alemán Wiener Symphoniker), Orquesta Sinfónica de la Radio de Viena, Sinfonietta Baden, Wien Klang etc. y Directores de Escena como: Patrice Chéreau, Christof Loy, Torsten Fischer, Emilio Sagi, Ron Daniels etc. pianistas como: Christian Koch, Jozef Olechowski, Ulrike Mell, Alberto Álvarez, etc.

## Otros logros
En el 2011 funda la Orquesta de Cámara Valsassina Ensemble (con quien actuará en la temporada 2012/13 en el Wiener Konzerthaus, Wiener Musikverein, etc.) y el Festival "Primavera Festival" en Viena que se enfoca a la protesta mexicana contra la anexión de Austria al Imperio Alemán ante la Sociedad de Naciones y al Diplomático Gilberto Bosques (también conocido como el 'Schindler mexicano')  con conciertos en la Academia diplomática de Viena, el Centro cultural de Baden, Organización de las Naciones Unidas Viena y en la Universidad de Música y Arte Dramático de Viena

## Discografía
León de Castillo - Serenata a mi Mérida